# Shakardara
Shakardara é uma cidade do Paquistão localizada na província da Khyber Pakhtunkhwa.